# This Is It (album)
Pour les articles homonymes, voir This Is It.
Albums de Michael Jackson
The Remix Suite
(2009) Bad 25
(2012)
Singles
1. This Is It (radio uniquement)

Michael Jackson's This Is It est une compilation posthume de Michael Jackson sortie le 26 octobre 2009. 

## Présentation
Cette compilation accompagne le film documentaire musical Michael Jackson's This Is It sorti le 28 octobre 2009. Sur le premier disque figurent certains titres que Michael Jackson devait interpréter lors du spectacle en résidence This Is It à l'O2 Arena de Londres à compter du 13 juillet 2009. L’album comprend également le titre inédit This Is It disponible en deux versions (album et orchestra).
Sur le second disque, on retrouve[style à revoir] des démos jamais commercialisées de trois classiques de Michael Jackson (She's Out of My Life, Wanna Be Startin' Somethin' et Beat It), ainsi qu'une version parlée du poème Planet Earth, poème dont le texte figure dans le livret de l'album Dangerous.

## Liste des pistes

### CD 1
| 1.    | Wanna Be Startin' Somethin'                               | Michael Jackson                                         | 6:02 |
| 2.    | Jam (Remastered Version)                                  | Michael Jackson, Teddy Riley, René Moore, Bruce Swedien | 5:39 |
| 3.    | They Don't Care About Us (Remastered Version)             | Michael Jackson                                         | 4:45 |
| 4.    | Human Nature                                              | Steve Porcaro, John Bettis                              | 4:06 |
| 5.    | Smooth Criminal (Remastered Version Edit)                 | Michael Jackson                                         | 4:17 |
| 6.    | The Way You Make Me Feel (Remastered Version)             | Michael Jackson                                         | 4:59 |
| 7.    | Shake Your Body (Down to the Ground)-(Remastered Version) | Michael Jackson, Randy Jackson                          | 3:54 |
| 8.    | I Just Can't Stop Loving You (Remastered)                 | Michael Jackson                                         | 4:12 |
| 9.    | Thriller                                                  | Rod Temperton                                           | 5:57 |
| 10.   | Beat It                                                   | Michael Jackson                                         | 4:18 |
| 11.   | Black or White (Remastered Version)                       | Michael Jackson, Bill Bottrell                          | 4:16 |
| 12.   | Earth Song (Remastered Version)                           | Michael Jackson                                         | 6:46 |
| 13.   | Billie Jean                                               | Michael Jackson                                         | 4:54 |
| 14.   | Man in the Mirror                                         | Siedah Garrett, Glen Ballard                            | 5:20 |
| 15.   | This Is It (version album)                                | Michael Jackson, The Jacksons                           | 3:37 |
| 16.   | This Is It (version orchestra)                            | Michael Jackson, The Jacksons                           | 4:55 |
| 78:08 |                                                           |                                                         |      |

### CD 2
| 1.    | She's Out of My Life (démo)        | Michael Jackson, Quincy Jones | 3:19 |
| 2.    | Wanna Be Startin' Somethin' (démo) | Michael Jackson               | 5:43 |
| 3.    | Beat It (démo)                     | Michael Jackson               | 2:05 |
| 4.    | Planet Earth (poème)               | Michael Jackson               | 3:14 |
| 14:22 |                                    |                               |      |

## Classements
| Charts (2009)                     | Position |
| --------------------------------- | -------- |
| IFPI                              | 2        |
| ARIA                              | 2        |
| Ultratop (Flandres)               | 1        |
| Ultratop (Wallonie)               | 1        |
| ABPD                              | 4        |
| Canadian Albums Chart             | 1        |
| IFPI                              | 2        |
| IFPI                              | 1        |
| Megacharts                        | 1        |
| Eurochart                         | 1        |
| IFPI                              | 11       |
| SNEP                              | 1        |
| Media Control Charts              | 3        |
| IFPI                              | 1        |
| Mahasz                            | 1        |
| Irish Albums Char                 | 3        |
| FIMI                              | 1        |
| Oricon                            | 1        |
| AMPROFON                          | 3        |
| Rianz                             | 1        |
| VG-lista                          | 3        |
| OLiS                              | 7        |
| IFPI                              | 2        |
| Espagne                           | 3        |
| Sverigetopplistan                 | 1        |
| Swiss Albums Chart                | 2        |
| IFPI                              | 1        |
| UK Albums Chart                   | 3        |
| États-Unis Billboard 200          | 1        |
| États-Unis Top R&B/Hip-Hop Albums | 1        |

### Certifications
| Pays (2009)      | Nom               | Certifications |
| ---------------- | ----------------- | -------------- |
| Allemagne        | BVMI              | Or             |
| Australie        | ARIA              | Platine        |
| Autriche         | IFPI              | Or             |
| Belgique         | Ultratop          | 2 × Platine    |
| Canada           | CRIA              | 2 × Platine    |
| Danemark         | IFPI              | Platine        |
| Espagne          | Promusicae        | Platine        |
| États-Unis       | RIAA              | 2 × Platine    |
| Finlande         | IFPI              | Or             |
| Moyen-Orient     | IFPI              | Platine        |
| Grèce            | IFPI Greece       | Platine        |
| Hongrie          | MAHASZ            | 2 × Platine    |
| Irlande          | IRMA              | Platine        |
| Italie           | FIMI              | 4 × Platine    |
| Japon            | RIAJ              | Platine        |
| Mexique          | AMPROFON          | Or             |
| Pays-Bas         | NVPI              | Platine        |
| Nouvelle-Zélande | RIANZ             | 2 × Platine    |
| Pologne          | ZPAV              | Platine        |
| Royaume-Uni      | BPI               | Platine        |
| Suède            | Sverigetopplistan | Or             |

## Crédits
Producteurs
| - Michael Jackson - CD1 : 1, 3 , 11 , 12 , 15, 16 - Michael Jackson - coproducteur CD1 : 1, 5, 6, 8, 14 / CD2 : 2 - Quincy Jones - CD1 : 1 , 4, 5, 6, 8, 10, 13, 14 / CD2 : 1, 2, 3 - Teddy Riley - CD1 : 2 - David Way - CD1 : 2 - The Jacksons - CD1 : 7 - John McClain & Mervyn Warren - CD1 : 15 et 16 Musiciens - Orianthi Panagaris - guitare - Tommy Organ - guitare - Alex Al - basse - Bashiri Johnson - percussions - Jonathan Moffett - batterie - Mo Pleasure - claviers, trompette - Michael Bearden - claviers, superviseur - Judith Hill - chants, chœurs - Darryl Phinnessee - chants, chœurs - Ken Stacey - chants, chœurs - Dorian Holley - superviseur du chant | Spectacle - Alexandra Apjarova - acrobate - Danielle Rueda-Watts - acrobate, assistant chorégraphe - Stacy Walker - chorégraphe associée - Dreya Weber - chorégraphe associée - Irina Brecher - ballet - Daniel Celebre - danseur - Nick Bass - danseur - Chris Grant - danseur - Misha Gabriel Hamilton - danseur - Mekia Cox - danseuse - Shannon Holtzapffel - danseuse - Devin Jamieson - danseur - Charles Klapow - danseur - Dres Reid - danseuse - Tyne Stecklein - danseuse - Timor Steffens - danseur - Jasmine Alveran - fille de la vidéo "Planet Earth" - Joe Giles - zombie - Maxime Sauval - zombie - Grady Holder - zombie |